# Peine de mort au Mississippi

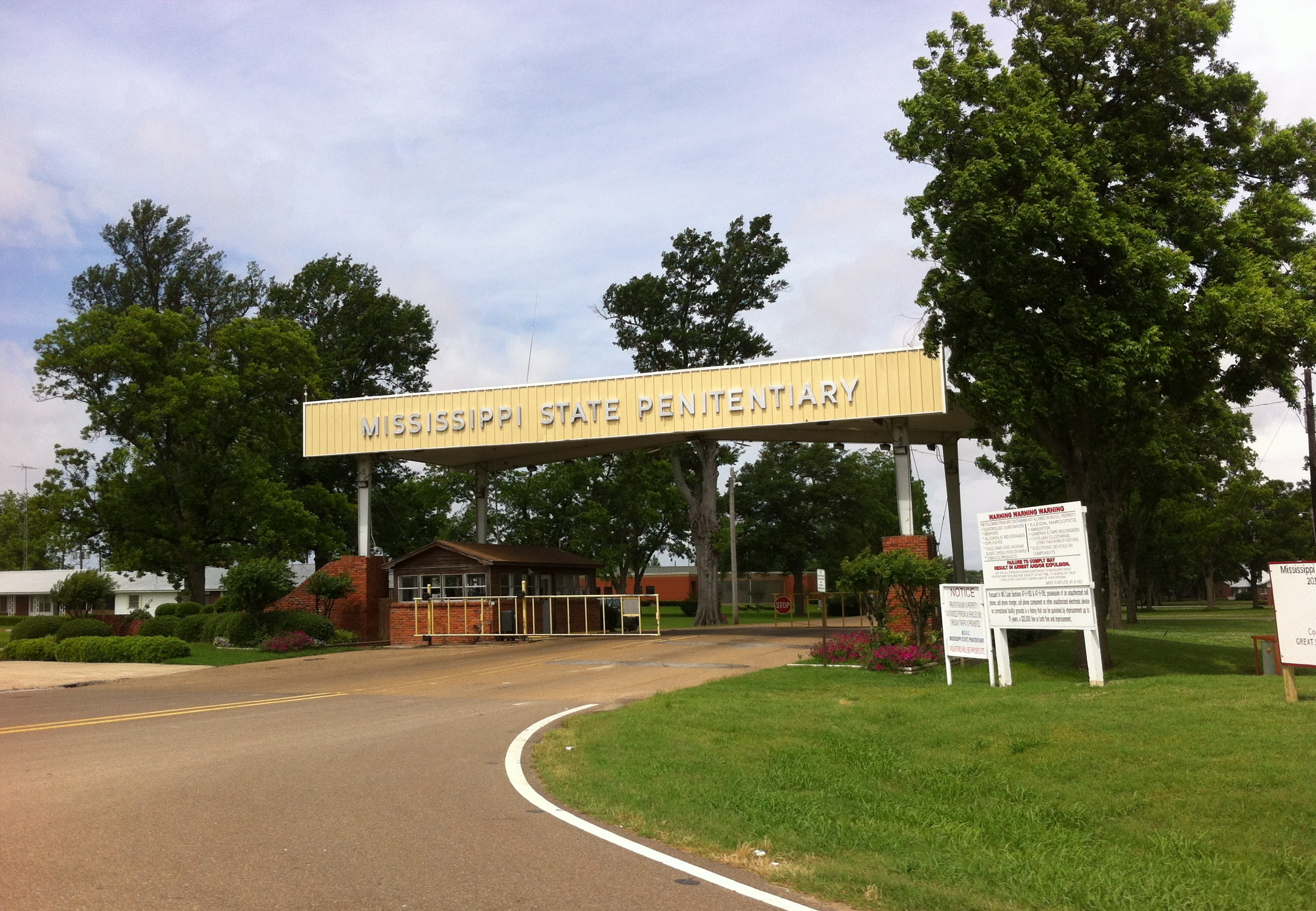
Mississippi State Penitentiary

Le Mississippi utilisa la pendaison comme unique méthode d'exécution jusqu'en 1940, année où la législature de l'État décida de l'abandonner au profit de la chaise électrique. 
La chaise électrique du Mississippi avait pour particularité d'être portative, ce qui permettait de procéder aux exécutions à proximité du lieu du crime, généralement dans la prison du comté (county jail) où avait été prononcée la condamnation. Le Mississippi est l'un des deux seuls États américains de l'histoire (avec la Louisiane voisine) à avoir utilisé une chaise électrique portative. 
En 1954, la chaise électrique portative fut remisée (elle est aujourd'hui exposée à l'académie de formation des agents de la force publique à Pearl) et une chambre à gaz fut construite dans l'enceinte du pénitencier du Mississippi malgré l'opposition des habitants du comté de Sunflower, emmenés par Marvin L. Wiggins, le superintendant du pénitencier en personne. Le Mississippi est l'un des trois seuls États américains de l'histoire (avec le Nouveau-Mexique et la Caroline du Nord) à avoir utilisé à la fois la chaise électrique et la chambre à gaz.
Le 1er juillet 1984, la législature du Mississippi amenda le code pénal de l'État afin que les détenus ayant commis un crime après cette date soient exécutés par injection létale et non par asphyxie par le gaz. Cette décision peut en partie s'expliquer par l'exécution bâclée de Jimmy Lee Gray (en), survenue moins d'un an auparavant. Cependant, la mesure n'étant alors pas rétroactive, la chambre à gaz resta en vigueur (pour les condamnés dont le crime était antérieur au 1er juillet 1984) jusqu'en 1989 de facto et jusqu'en 1998 de jure. 
Sur les 24 condamnés à mort exécutés au Mississippi depuis 1974, 4 l'ont été dans la chambre à gaz (que le Mississippi a utilisé plus que n'importe quel autre État américain depuis le « rétablissement » de la peine de mort dans le pays) dans les années 1980 et 20 par injection létale au XXIe siècle, dont Dale Leo Bishop qui appela à voter pour Barack Obama lors de sa dernière déclaration, affirmant que « lui et son équipe préparent en coulisse la fin de la peine de mort ».
Si l'injection létale reste la première méthode d'exécution, une loi adoptée en avril 2017, autorise comme dans l'État voisin de l'Alabama l'exécution grâce à asphyxie par hydrogène si celui-ci ne parvient pas à obtenir des produits nécessaires aux injections létale, ou si l'injection létale est jugé inconstitutionnelle. Si cette seconde méthode ne peut être appliquée alors l'État peut procéder aux exécutions par un peloton d'exécution, ou en dernier lieu au moyen de la chaise électrique si les trois premières méthodes sont jugées inconstitutionnelles ou indisponibles.

## Exécutions depuis 1974
Les exécutions ont lieu à Parchman, au Mississippi State Penitentiary.
| #  | Criminel                 | Date             | Méthode(s)       | Crime(s) | Gouverneur           |
| -- | ------------------------ | ---------------- | ---------------- | --- | -------------------- |
| 1  | Jimmy Lee Gray (en)      | 2 septembre 1983 | Chambre à gaz    | Meurtre en 1976 d'une fillette de trois ans en l'étouffant après l'avoir enlevée et violée. | William Winter (en)  |
| 2  | Edward Earl Johnson (en) | 20 mai 1987      | Chambre à gaz    | Meurtre en 1979 d'un policier en lui tirant dessus pour échapper à une arrestation. | William Allain (en)  |
| 3  | Connie Evans             | 8 juillet 1987   | Chambre à gaz    | Meurtre en 1981 du caissier d'un magasin en lui tirant dessus lors d'un braquage. | William Allain (en)  |
| 4  | Leo Edwards              | 21 juin 1989     | Chambre à gaz    | Meurtre en 1980 de trois personnes lors de braquages de bar et de magasins. | Ray Mabus            |
| 5  | Tracy Hansen             | 17 juillet 2002  | Injection létale | Meurtre en 1987 d'un policier en lui tirant dessus pour échapper à une arrestation. | Ronnie Musgrove (en) |
| 6  | Jessie Williams          | 11 décembre 2002 | Injection létale | Meurtre en 1983 d'une adolescente après l'avoir mutilée et violée. | Ronnie Musgrove (en) |
| 7  | John Nixon               | 14 décembre 2005 | Injection létale | Meurtre en 1985 d'une femme en lui tirant dessus. | Haley Barbour        |
| 8  | Bobby Wilcher            | 18 octobre 2006  | Injection létale | Meurtre en 1982 de deux femmes en les poignardant après les avoir dévalisées. | Haley Barbour        |
| 9  | Earl Wesley Berry (en)   | 21 mai 2008      | Injection létale | Meurtre en 1987 d'une femme en la battant à mort après l'avoir violée. | Haley Barbour        |
| 10 | Dale Bishop              | 23 juillet 2008  | Injection létale | Meurtre en 1998 d'un homme en le battant avec un marteau après une dispute. | Haley Barbour        |
| 11 | Paul Woodward            | 19 mai 2010      | Injection létale | Meurtre en 1986 d'une femme après l'avoir enlevée et violée. | Haley Barbour        |
| 12 | Gerald Holland           | 20 mai 2010      | Injection létale | Meurtre en 1986 d'une adolescente de quinze-ans après l'avoir enlevée et violée. | Haley Barbour        |
| 13 | Joseph Burns             | 21 juillet 2010  | Injection létale | Meurtre en 1994 du manager d'un motel en le poignardant lors du braquage de celui-ci. | Haley Barbour        |
| 14 | Benny Stevens            | 10 mai 2011      | Injection létale | Meurtre en 1998 d'une famille de quatre personnes dont son ex-femme pour se venger. | Haley Barbour        |
| 15 | Rodney Gray              | 17 mai 2011      | Injection létale | Meurtre en 1994 d'une femme âgé en lui tirant dessus, après l'avoir violée et écrasée. | Haley Barbour        |
| 16 | Edwin Turner             | 8 février 2012   | Injection létale | Meurtre en 1995 de deux hommes en leur tirant dessus lors de braquage. | Phil Bryant          |
| 17 | Lary Puckett             | 20 mars 2012     | Injection létale | Meurtre en 1995 d'une femme après l'avoir violée et battu avec une hache. | Phil Bryant          |
| 18 | William Mitchell         | 22 mars 2012     | Injection létale | Meurtre en 1995 d'une femme après l'avoir violée et écrasée avec sa voiture. | Phil Bryant          |
| 19 | Henry Jackson            | 5 juin 2012      | Injection létale | Meurtre en 1990 de quatre enfants âgés de deux à cinq ans lors d'un cambriolage. | Phil Bryant          |
| 20 | Jan Brawner              | 12 juin 2012     | Injection létale | Meurtre en 2001 de quatre personnes dont son ex-femme et sa fille de trois-ans. | Phil Bryant          |
| 21 | Gary Simmons             | 20 juin 2012     | Injection létale | Meurtre en 1996 d'un homme après l'avoir violé puis démembré. | Phil Bryant          |
| 22 | David Neal Cox           | 17 novembre 2021 | Injection létale | Meurtre en 2010 de sa femme. Dans une lettre testament rendu public par son avocat après son exécution, il a avoué le meurtre de sa belle-sœur et a fourni les indications nécessaires pour que les enquêteurs puissent retrouver son corps. | Tate Reeves          |
| 23 | Thomas Loden Jr          | 14 décembre 2022 | Injection létale | Meurtre en 2000 d'une adolescente de 16 ans après l'avoir enlevé et violée. | Tate Reeves          |
| 24 | Richard Gerald Jordan    | 25 juin 2025     | Injection létale | Meurtre en 1976 de la femme d'un directeur de banque lors d'une demande de rançon. | Tate Reeves          |

En juin 2025, le couloir de la mort du Mississippi compte 36 condamnés dont une femme (Lisa Jo Chamberlin). 
Depuis 1974, 7 condamnés à mort ont été disculpés au Mississippi.